# Stefan Loibl
Stefan Loibl (* 24. Juni 1996 in Straubing) ist ein deutscher Eishockeyspieler, der seit Juli 2025 erneut bei den Straubing Tigers aus der Deutschen Eishockey Liga (DEL) unter Vertrag steht und dort auf der Position des rechten Flügelstürmers bzw. Centers spielt. Zuvor Loibl verbrachte bereits einmal sechs Jahre bei den Straubing Tigers sowie insgesamt vier Spielzeiten bei den Adler Mannheim in der DEL.

## Karriere
Loibl begann mit dem Eishockeyspielen in Straubing, wechselte jedoch als Jugendlicher zum EV Landshut und durchlief dort die Nachwuchsabteilung. In der Saison 2013/14 stand er zum ersten Mal für die DEL2-Mannschaft Landshuts auf dem Eis. Im Mai 2014 kehrte er zu seinem Heimatverein Straubing Tigers zurück, wo er einen Einjahresvertrag mit klubseitiger Option auf weitere drei Jahre erhielt. In der Saison 2014/15 kam der Stürmer zu seinen ersten Einsätzen in der DEL und wurde zudem beim Kooperationspartner ESV Kaufbeuren in der DEL2 eingesetzt. Auch in den beiden folgenden Jahren erhielt er eine Förderlizenz, in der Saison 2015/16 spielte Loibl neben seinen Einsätzen in der DEL bei den Starbulls Rosenheim, in der Saison 2016/17 bei den Löwen Frankfurt, dem jeweiligen Kooperationspartner Straubings.
Im August 2020 unterschrieb er einen Vertrag über drei Jahre Laufzeit bei den Adler Mannheim, verließ die Adler nach der Saison mit einer Ausstiegsklausel und wechselte zum Skellefteå AIK in die Svenska Hockeyligan (SHL). Im Mai 2022 kehrte der Stürmer nach nur einem Jahr in Schweden zu den Adlern zurück und war dort weitere drei Spielzeiten aktiv. Zur Saison 2025/26 kehrte Loibl zu seinem Ausbildungsverein nach Straubing zurück.

### International

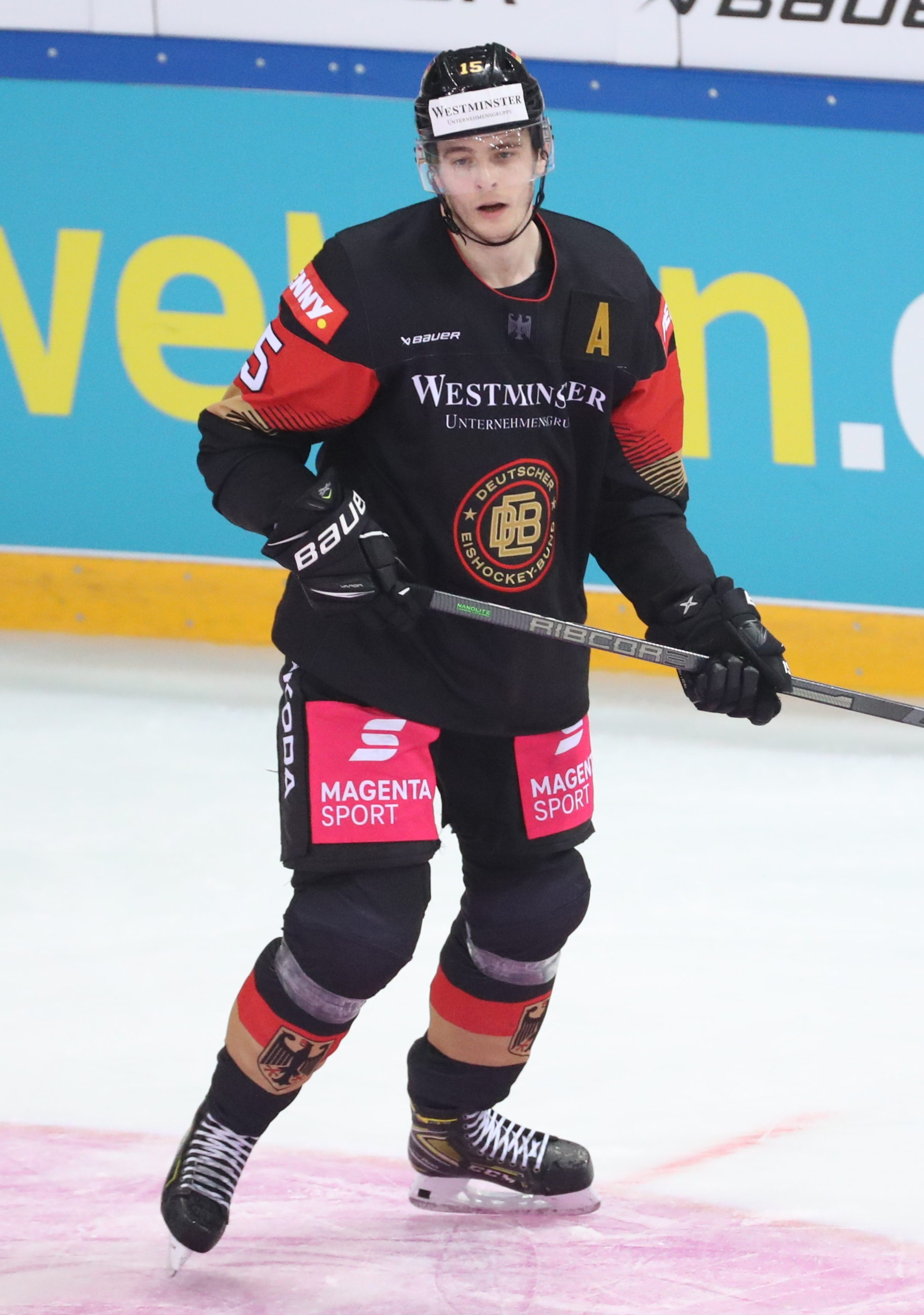
Loibl im Trikot der deutschen Nationalmannschaft (2022)

Im Jahr 2014 nahm Stefan Loibl an der U18-Junioren-Weltmeisterschaft teil, dabei gelangen ihm in sechs Spielen zwei Tore und zwei Assists. Zwei Jahre später spielte er bei den U20-Junioren in der Division I und erzielte ein Tor und gab vier Vorlagen.
Ende Oktober 2017 wurde er in Hinblick auf den Deutschland Cup des Jahres 2017 erstmals in die deutsche A-Nationalmannschaft berufen. Am 10. November 2017 feierte er im Rahmen des Turniers im Duell mit Russland sein Länderspieldebüt.

## Karrierestatistik
Stand: Ende der Saison 2024/25

### International
Vertrat Deutschland bei:
| - U18-Junioren-Weltmeisterschaft 2014 - U20-Junioren-Weltmeisterschaft der Division IA 2016 - Weltmeisterschaft 2019 | - Weltmeisterschaft 2021 - Olympischen Winterspielen 2022 - Weltmeisterschaft 2022 |

(Legende zur Spielerstatistik: Sp oder GP = absolvierte Spiele; T oder G = erzielte Tore; V oder A = erzielte Assists; Pkt oder Pts = erzielte Scorerpunkte; SM oder PIM = erhaltene Strafminuten; +/− = Plus/Minus-Bilanz; PP = erzielte Überzahltore; SH = erzielte Unterzahltore; GW = erzielte Siegtore; 1 Play-downs/Relegation; Kursiv: Statistik nicht vollständig)